# Nannopodidae
Nannopodidae zijn een familie van eenoogkreeftjes. De wetenschappelijke naam van de familie is voor het eerst geldig gepubliceerd in 1880 door Brady.

## Taxonomie
De volgende geslachten zijn bij de familie ingedeeld:
- Acuticoxa Huys & Kihara, 2010
- Huntemannia Poppe, 1884
- Laophontisochra George, 2002
- Nannopus Brady, 1880
  - = Ilyophilus Lilljeborg, 1902
  - = Lliophilus Lilljeborg, 1902
- Pontopolites Scott T., 1894
- Rosacletodes Wells, 1985
  - = Echinocletodes Pallares, 1982